# 1997年のバレーボール
1997年のバレーボール（1997ねんのバレーボール）では、1997年（平成9年）のバレーボール関連の出来事をまとめる。

## できごと
- 第2回バレーボール・ワールドグランドチャンピオンズカップ（グラチャン）が開催。リベロ制が試験的に導入された初の国際大会であり、25分併用ルール（変則的ラリーポイント制）も採用された。ルーベン・アコスタによるブルマー着用をめぐる「アコスタの乱」が勃発（1997年グラチャンを参照）。
- 日新製鋼ドルフィンズが廃部。
- 花王 愛の劇場「ぐっどあふたぬ〜ん」（ママさんバレーを題材にした昼ドラマ）が放送。
- FIVB加盟（その30） - フランス領ギアナ。

## 国際大会
- グラチャン
  - 男子
    - 金メダル： ブラジル
    - 銀メダル： オランダ
    - 銅メダル： キューバ

  - 女子
    - 金メダル： ロシア
    - 銀メダル： キューバ
    - 銅メダル： ブラジル

## 国内大会

### 日本
- 第3回Vリーグ
  - 男子
    - 優勝：新日鐵

  - 女子
    - 優勝：NECレッドロケッツ

- 第46回全日本選手権
  - 男子
    - 優勝：NECブルーロケッツ

  - 女子
    - 優勝：NECレッドロケッツ

## 死去
- 1月11日 - 前田豊 （81）
- 9月1日 - コンスタンチン・リエーバ （76）